# 蒙策尔费尔德
蒙策尔费尔德是德国莱茵兰-普法尔茨州的一个市镇。总面积12.50平方公里，总人口1212人，其中男性604人，女性608人（2011年12月31日），人口密度97人/平方公里。